# Itaipusa curvicirra
Itaipusa curvicirra är en plattmaskart som beskrevs av Tor Karling 1980. Itaipusa curvicirra ingår i släktet Itaipusa och familjen Koinocystididae. Inga underarter finns listade i Catalogue of Life.